# Usnea cavernosa
Usnea cavernosa är en lavart som beskrevs av Tuck. Usnea cavernosa ingår i släktet Usnea och familjen Parmeliaceae.   Inga underarter finns listade i Catalogue of Life.

## Källor

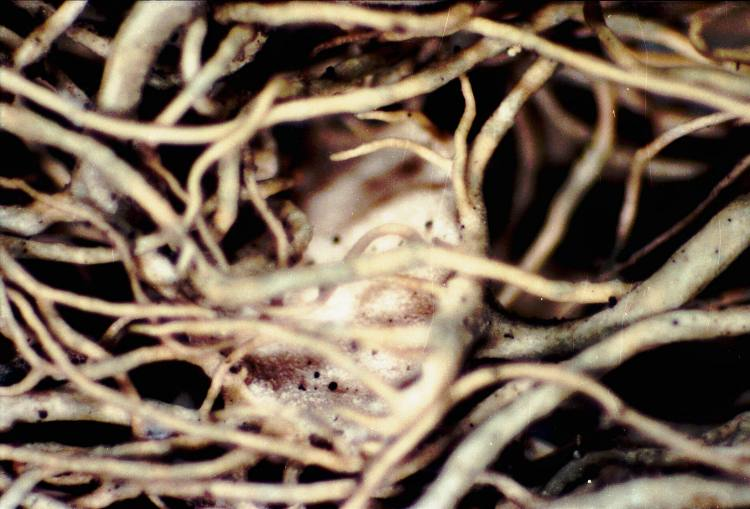
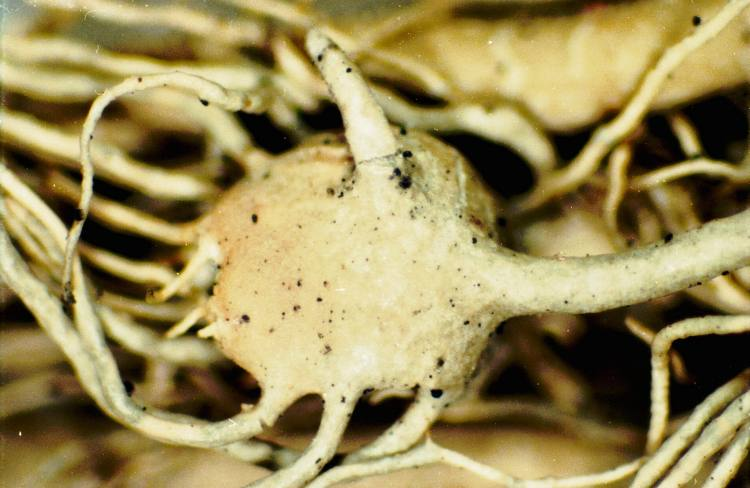
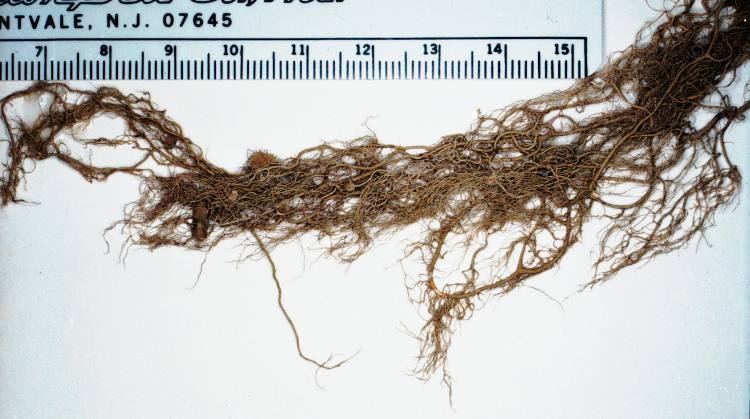